# V-Bank
Die V-Bank AG ist ein 2008 gegründetes deutsches Kreditinstitut mit Sitz in München.
Die V-Bank bietet die Depot- und Kontoführung und Wertpapierabwicklung für unabhängige Vermögensverwalter und Family Offices an. Dazu können alle handelbaren Produkte über die V-Bank erworben werden. Im Fondsbereich hat die Bank mehr als 15.000 Investmentfonds von über 200 Kapitalanlagegesellschaften im Angebot. Zusammen mit Kooperationspartnern wie der Hansainvest unterstützt die V-Bank Vermögensverwalter bei der Fondsgründung und -vermarktung. Außerdem hat sie in Bereichen wie Immobilien, Nachfolgeplanung oder digitales Steuerreporting Netzwerkpartner, die Vermögensverwaltern zur Verfügung stehen. Die V-Bank hat im Rahmen ihrer im Jahre 2008 erhaltenen Vollbanklizenz die Möglichkeit, Effektenkredite zu vergeben. Seit 2019 unterstützt die V-Bank mit ihrer Tochter V-Check außerdem Vermögensverwalter beim Vertrieb von Online-Anlagestrategien.
Zum 31. Dezember 2024 betrug das betreute Kundenvermögen (Assets under Custody) der Bank 57,2 Mrd. Euro. Anteilseigner der V-Bank sind unabhängige Vermögensverwalter und Family Offices mit 81,36 %, die W&W Gesellschaft für Finanzbeteiligung GmbH mit 15 % und das Management/Mitarbeiter mit 3,64 %.
Im September 2023 hat die V-Bank in Zürich eine Vertretung für die Schweiz eröffnet. Die Repräsentanz in der Zürcher Seefeldstrasse ist für die V-Bank der erste Standort außerhalb ihres Heimatmarkts Deutschland. Sie soll als Kontaktpunkt für die rund 60 Schweizer Vermögensverwalter und Family Offices der Münchner Spezialbank dienen, die bereits heute Kunden sind.